# Halichondria oblonga
Halichondria oblonga är en svampdjursart som först beskrevs av Hansen 1885.  Halichondria oblonga ingår i släktet Halichondria och familjen Halichondriidae.
Artens utbredningsområde är Norge. Inga underarter finns listade i Catalogue of Life.